# 防壁条約
防壁条約（ぼうへきじょうやく、オランダ語: Barrièretraktaat）は、スペイン継承戦争中、およびその直後に締結された3つの条約の総称。「防壁」は南ネーデルラント（スペイン領、1713年以降はオーストリア領）の領内にあるいくつかの要塞を指し、オランダ軍が駐留してネーデルラント連邦共和国をフランス王国から守る前線基地として機能した。

## 第一次条約
第一次防壁条約（ハーグ条約、英語: Treaty of The Hagueとも）は1709年10月29日、グレートブリテン王国とネーデルラント連邦共和国（オランダ）のスターテン・ヘネラールの間で締結された。条約により、オランダはイングランドがプロテスタントのハノーファー家に継承されることを保証する代わりに、グレートブリテンはオランダのためにネーデルラント側での防壁の調達を手伝った。具体的にはフュルネー、ニーウポールト、イーペル、メーネン、リール、トゥルネー、コンデ、ヴァランシエンヌ、モブージュ、シャルルロワ、ナミュール、ハレ、ダンメ、デンデルモンデ、ヘントでのオランダ駐留軍である。条約は1698年のレイスウェイク条約で定められた、ネーデルラントにおける主な要塞はオランダ軍が駐留する、という条項と同じ原則であった。

## 第二次条約
第二次防壁条約は1713年1月29日にイギリスとオランダの間で締結され、防壁を構成する要塞がフュルネー、クノック砦、イーペル、メーネン、トゥルネー、モンス、シャルルロワ、ナミュール、ヘント、ブルッヘの10か所に縮小された。イギリスはスペイン領ネーデルラントの帰属がどうなったとしても、オランダ軍が要塞に駐留する権利を交渉するとした。この第二次条約の内容は1714年3月7日に締結された、フランスと神聖ローマ帝国の間のラシュタット条約に含まれた。

## 第三次条約
第三次防壁条約（アントウェルペン条約とも）は1715年11月15日に締結された。条約により、オランダ軍はフュルネー、イーペル、ヴァルヌトン、メーネン、トゥルネー、ナミュールに駐留する。また、プロイセン王フリードリヒ・ヴィルヘルム1世がオランダに上ゲルデルンのいくつかの都市を割譲した。

## 防壁条約の終焉
防壁条約により明らかになったことは、神聖ローマ皇帝カール6世が「彼の」オーストリア領ネーデルラントに対しさほど発言権がないことだった。これはオーストリアを怒らせたが、オランダ軍の費用がオーストリア領ネーデルラントから支払われたことがオーストリアの怒りに油を注いだ。この支払いはマリア・テレジアが支払いを拒否するまで続いた。
1740年から1748年までの戦争ではフランス軍がオランダ軍の駐留する要塞のいくつかを簡単に占領し、防壁の脆弱さが露呈してしまった。さらにオーストリアとフランスが1756年に同盟を締結する（ヴェルサイユ条約）と、防壁条約はその意味を失った。1781年、皇帝ヨーゼフ2世は一方的に条約を廃止した。